# John Hasbrouck van Vleck
John Hasbrouck van Vleck, ameriški fizik in matematik, * 13. marec 1899, Middletown, Connecticut, ZDA, † 27. oktober 1980, Cambridge, Massachusetts, ZDA.
Van Vleck je leta 1977 prejel Nobelovo nagrado za fiziko »za temeljna teoretična raziskovanja elektronske zgradbe magnetnih in neurejenih sestavov.«